# World of Mouth Tour
Word of Mouth World Tour fue una gira realizada por el grupo inglés-irlandés The Wanted. La misma lleva el nombre de su tercer álbum de estudio, Word of Mouth. La banda se presentó en un total de 40 shows a través de Europa y América del Norte.
Hubo 14 shows previstos en Europa continental, sin embargo el 10 de diciembre de 2013, todos fueron cancelados. En la web oficial del grupo, los conflictos de programación fueron dados como la razón de la cancelación.

## Actos de apertura
- The Vamps (14 Marzo - 1 Abril)[2]
- Elyar Fox (UK & Ireland)
- Midnight Red (US & Canada)
- Cassio Monroe  (US & Canada)

## Setlist
1. Intro
2. Gold Forever
3. Glow In the Dark
4. In The Middle
5. Lightning
6. Running Out Of Reasons
7. Demons
8. Could This Be Love
9. Warzone
10. Medley: 
  1. Behind Bars
  2. Say It On The Radio
  3. Replace Your Heart
  4. Lose My Mind
11. Everybody Knows
12. Heartbreak Story (Nathan Piano)
13. Show Me Love (America)
14. Heart Vacancy
15. Walks Like Rihanna
16. Chasing the Sun
17. I Found You
18. We Own the Night
19. All Time Low
20. Glad You Came

## Fechas de la gira
| Fecha               | Ciudad               | País           | Lugar                                     |
| ------------------- | -------------------- | -------------- | ----------------------------------------- |
| Europa              |                      |                |                                           |
| 14 de marzo de 2014 | Liverpool            | Inglaterra     | Echo Arena Liverpool                      |
| 15 de marzo de 2014 | Aberdeen             | Inglaterra     | Aberdeen Exhibition and Conference Centre |
| 16 de marzo de 2014 | Glasgow              | Inglaterra     | SSE Hydro                                 |
| 18 de marzo de 2014 | Mánchester           | Inglaterra     | Manchester Arena                          |
| 20 de marzo de 2014 | Birmingham           | Inglaterra     | LG Arena                                  |
| 21 de marzo de 2014 | Sheffield            | Inglaterra     | Motorpoint Arena Sheffield                |
| 22 de marzo de 2014 | Newcastle            | Inglaterra     | Metro Radio Arena                         |
| 24 de marzo de 2014 | Dublín               | Irlanda        | The O2                                    |
| 25 de marzo de 2014 | Belfast              | Irlanda        | Odyssey Arena                             |
| 27 de marzo de 2014 | London               | Inglaterra     | The O2 Arena                              |
| 28 de marzo de 2014 | Cardiff              | Inglaterra     | Motorpoint Arena Cardiff                  |
| 29 de marzo de 2014 | Brighton             | Inglaterra     | Brighton Centre                           |
| 31 de marzo de 2014 | Bournemouth          | Inglaterra     | Windsor Hall                              |
| 1 de abril de 2014  | Nottingham           | Inglaterra     | Capital FM Arena Nottingham               |
| Norte América       |                      |                |                                           |
| 8 de abril de 2014  | Huntington           | Estados Unidos | Paramount Theater                         |
| 9 de abril de 2014  | Silver Spring        | Estados Unidos | The Fillmore Silver Spring                |
| 11 de abril de 2014 | Nueva York           | Estados Unidos | Beacon Theatre                            |
| 12 de abril de 2014 | Upper Darby Township | Estados Unidos | Tower Theater                             |
| 14 de abril de 2014 | Boston               | Estados Unidos | House of Blues                            |
| 15 de abril de 2014 | Montreal             | Canadá         | Métropolis                                |
| 17 de abril de 2014 | Toronto              | Canadá         | Sound Academy                             |
| 18 de abril de 2014 | Detroit              | Estados Unidos | The Fillmore Detroit                      |
| 21 de abril de 2014 | Minneapolis          | Estados Unidos | Skyway Theatre                            |
| 23 de abril de 2014 | Denver               | Estados Unidos | Ogden Theatre                             |
| 25 de abril de 2014 | Vancouver            | Canadá         | Orpheum Theatre                           |
| 26 de abril de 2014 | Seattle              | Estados Unidos | Showbox SoDo                              |
| 28 de abril de 2014 | San Francisco        | Estados Unidos | Warfield Theatre                          |
| 29 de abril de 2014 | Anaheim              | Estados Unidos | House of Blues                            |
| 1 de mayo de 2014   | Los Ángeles          | Estados Unidos | Wiltern Theatre                           |
| 4 de mayo de 2014   | Dallas               | Estados Unidos | House of Blues                            |
| 5 de mayo de 2014   | Houston              | Estados Unidos | House of Blues                            |
| 7 de mayo de 2014   | Atlanta              | Estados Unidos | The Tabernacle                            |
| 9 de mayo de 2014   | Miami Beach          | Estados Unidos | Miami Beach Convention Center             |
| 10 de mayo de 2014  | Orlando              | Estados Unidos | Universal Music Plaza Stage               |
| 11 de mayo de 2014  | St. Petersburg       | Estados Unidos | Jannus Live                               |
| 14 de mayo de 2014  | Columbus             | Estados Unidos | Lifestyle Communities Pavilion            |
| 15 de mayo de 2014  | Indianápolis         | Estados Unidos | Egyptian Room                             |
| 16 de mayo de 2014  | Kansas City          | Estados Unidos | Uptown Theater                            |
| 17 de mayo de 2014  | Shawnee              | Estados Unidos | Firelake Arena                            |